# Ясвин, Витольд Альбертович
Витольд Альбертович Ясвин (род. 6 мая 1961, Даугавпилс) — российский учёный в области психологии и педагогики.
Лауреат Премии Правительства РФ в области образования (1998). Ведущий специалист в области теории и методологии экспертизы и проектирования личностно-развивающих образовательных сред; методологии диагностики и формирования субъективных отношений личности. Специалист по проектированию и проведению социально-психологических тренингов.
Доктор психологических наук (1998), доктор педагогических наук (2020), профессор (2003). Заведующий кафедрой педагогической культуры и управления в образовании (с 2023) МГИМО МИД России, профессор межфакультетской кафедры образовательных систем и педагогических технологий Одинцовского филиала МГИМО МИД России (с 2021), профессор департамента психологии института педагогики и психологии образования МГПУ (с 2011).
Основатель научной школы «Экологическая психология образования».

## Биография
Родился 6 мая 1961 в Даугавпилсе, Латвийская ССР.
В 1978 году окончил среднюю школу № 4 г. Даугавпилса.
Трудовой путь начинал токарем в столярной мастерской леспромхоза, потом работал художником в Доме санитарного просвещения.
В 1982—1987 годах воспитатель и учитель биологии, химии и географии в школе-интернате для детей, лишенных попечения родителей.
В 1987—1988 годах служба в рядах Советской Армии.
В 1988—1989 годах учитель биологии, химии и географии в 8-ми летней школе; руководитель кружков на станции юных натуралистов.

## Образование
В 1978 году окончил среднюю школу № 4 г. Даугавпилса.
В 1984 году окончил биолого-химический факультет Даугавпилсского педагогического института. Был победителем Всесоюзной студенческой олимпиады «Студент и научно-технический прогресс» по педагогике и психологии (1983).
В 1989 году прошел профессиональную переподготовку в Ленинградском государственном университете по специальности «Практическая психология для системы народного образования».
В 1993 году защитил в Психологическом институте РАО кандидатскую диссертацию по педагогической психологии «Личностное отношение к природе у школьников». Присвоена учёная степень кандидата психологических наук.
В 1994 году в Латвийском университете присвоена степень доктора психологии (Ph.D.).
В 1994 году в Даугавпилсском педагогическом университете присвоено звание магистра теории и истории педагогики.
В 1998 году защитил в Институте семьи и воспитания РАО докторскую диссертацию по педагогической психологии «Психолого-педагогические основы формирования субъективного отношения к природе». В 1999 году присвоена учёная степень доктора психологических наук.
В 2003 году присвоено ученое звание профессора.
В 2019 году избран членом-корреспондентом Международной академии наук педагогического образования.
2020 году защитил в Московском городском педагогическом университете докторскую диссертацию по общей педагогике, истории педагогики и образования «Инструментальная экспертиза в процессе педагогического проектирования школьной среды». В 2021 присвоена учёная степень доктора педагогических наук.

## Научная деятельность
В 1989—1996 годах преподаватель кафедры педагогики и психологии в Даугавпилсском педагогическом институте.
В 1996—2009 годах старший научный сотрудник, с 2002 года заведующий лабораторией экспертизы и проектирования образовательных систем в Центре комплексного формирования личности РАО.
В 1997—2006 годах заведующий кафедрой экологической психологии в Московском городском психолого-педагогическом институте.
В 2007—2016 годах профессор кафедры проектирующей психологии института психологии им. Л. С. Выготского в Российском государственном гуманитарном университете.
В 2013—2020 годах преподаватель Президентской программы подготовки управленческих кадров для сферы образования в РАНХиГС при Президенте РФ.
С 2011 года профессор департамента психологии института педагогики и психологии образования и заведующий лабораторией гуманитарной экспертизы и социального дизайна сферы образования института системных проектов (2012—2016) в Московском городском педагогическом университете.
Профессор Института развития образования Высшей школы экономики (2011—2012).
Главный научный сотрудник Федерального института развития образования (2012—2013).
С 2021 профессор межфакультетской кафедры образовательных систем и педагогических технологий Одинцовского филиала МГИМО МИД России.
С 2023 заведующий кафедрой педагогической культуры и управления в образовании МГИМО МИД России.
В 2016—2017 — Руководитель программы профессиональной переподготовки управленческих кадров сферы образования «Менеджмент в образовании: Стратегическое управление развитием образовательных организаций» ООО «Нетология-групп». Центр онлайн образования «Фоксворд».
Профессор. Преподаватель дисциплин «Психология и педагогика высшей школы» и «Современные концепции высшего образования» в магистратуре Свято-Филаретовский православно-христианский институт. (2019).
Работал ведущим программ социально-психологических тренингов в Институте современных психологических технологий
Тренер-преподаватель профессиональных образовательных программ Эколого-просветительского центра «Заповедники» с 1998.
Тренер-преподаватель Школ для педагогов и директоров, а также других образовательных проектов Агентства «Атлас Коммуникации» с 2016.
Тренер-преподаватель программ повышения квалификации в Национальном исследовательском ядерном университете «МИФИ» с 2020.
Преподаватель программы профессиональной переподготовки «Родитель — учитель» (Горчаковский лицей МГИМО).

## Научно-экспертная деятельность
Член Научного совета по проблемам экологического образования РАО. Член Всероссийского экспертного совета по развитию дополнительного образования детей естественнонаучной и технической направленности. Член экспертных советов: педагогической вики-энциклопедии; «Комплексной программы по развитию личностного потенциала» благотворительного фонда «Вклад в будущее»; программы профессиональной переподготовки «Родитель — учитель» МГИМО.
Член 3-х диссертационных советов: по психологическим наукам в Московском городском педагогическом университете и в Белорусском государственном педагогическом университете им. Максима Танка; по педагогическим наукам в Московском городском педагогическом университете. Член Научно-методического совета по педагогическим, филологическим наукам и культурологии МГИМО.
Член редакционных советов/коллегий научных журналов, входящих в перечень ВАК РФ: «Народное образование», «Школьные технологии», «Социально-политические исследования», а также рецензируемых научных журналов «Непрерывное образование», «Наука. Управление. Образование. РФ», «Журнал психолого-педагогических исследований», «Hominum».
Входил в состав жюри профессиональных конкурсов: «Лучшие школы России», «Учитель года России», «Директор школы года», «Воспитать человека», «Педагогический дебют», «Золотые имена высшей школы», «Педагог-психолог года».
Входил в состав рабочих групп по разработке стратегических федеральных и региональных документов, определяющих развитие системы образования: «Стратегии развития воспитания в Российской Федерации на период до 2025 г.» (2015); «Концепции развития дополнительного образования детей в Российской Федерации» (2014); «Московского стандарта качества образования» (2012), а также Комитета по экологии Государственной Думы РФ по разработке Федерального Закона «Об экологической культуре».

## Научно-организационная деятельность
Создал и руководит Академическим бюро актуального жизнетворчества и управления развитием «АБАЖУР профессора Ясвина».
Организовал кафедру экологической психологии в Московском городском психолого-педагогическом институте (1997) и две лаборатории: экспертизы и проектирования образовательных систем в Центре комплексного формирования личности РАО (2002) и гуманитарной экспертизы и социального дизайна сферы образования в Московском городском педагогическом университете (2012).
Был председателем программных комитетов научно-практических конференций: «Мониторинг развития образовательных систем и формирование школьных экспертных сообществ» (РАО, 2009), «Оценка качества работы общеобразовательных учреждений: новые требования — новые критерии» (МГПУ, 2012) и «Экспертное сопровождение образовательных инноваций» (МГПУ, 2015), Всероссийских конференций Forum Paedagogicum-Biennale «Актуальное образование» (МГИМО, 2022, 2024).
В 2015—2018 годы руководил федеральной инновационной площадкой «Формирование региональных профессиональных экспертных сообществ для гуманитарной экспертизы и педагогического проектирования личностно развивающих социально-образовательных сред».
Руководил инновационными площадками Департамента образования города Москвы:
- «Формирование экспертных сообществ для консультативно-проектного сопровождения развития образовательных учреждений в условиях реализации новых Федеральных государственных образовательных стандартов и Московского стандарта качества образования» (2013—2015, 70 школ);
- «Внедрение новой модели оценки качества работы общеобразовательных учреждений через апробацию новых критериев» (2012, 50 школ); «
- Развитие школьных организаций» (2005—2008, 20 школ);
- «Развитие школьных образовательных систем» (2002—2005, 10 школ).

Научное руководство проектированием инновационной организационно-образовательной системы в рамках проекта «Усть-Лабинский лицей» Фонда О. В. Дерипаски «Вольное дело» (2005—2007).
«Молодёжная академия жизнетворчества и общественного развития» (МАЖОР) Клуба «Cloudwatсher» (2007).
Руководитель дистанционной программы профессиональной переподготовки «Стратегическое управление развитием образовательных организаций»;
Руководитель научного проекта «Разработка методологических основ экологической психологии образования как направления психолого-педагогической науки» по гранту РГНФ (2013).
Научный руководитель 9-ти кандидатских диссертаций по педагогической психологии, социальной психологии и педагогике.
Научный руководитель стратегического проекта МГИМО «Русская международная школа» в рамках программы стратегического академического лидерства «Приоритет — 2030».

## Научно-методическая деятельность и разработанные программы
Член Федерации психологов образования России.
Автор учебно-методических пособий: «Гроссмейстер общения: Иллюстрированный самоучитель психологического мастерства» (учебное пособие для дополнительного образования, 10 изданий с 1996 по 2021 годы); «Школьное средоведение и педагогическое средотворение: экспертно-проектный практикум» (2020), «Формирование экологической культуры. Пособие по региональной экологической политике» (2004), «Тренинг педагогического взаимодействия в творческой образовательной среде» (учебно-методическое пособие для психологов, 1997), «Экологическая педагогика и психология» (учебное пособие для студентов, 1996).
```
Наиболее значимые авторские учебные программы:
```

- магистерская программа «Экологическая психология образования» в Московском городском педагогическом университете (2012),
- программа профессиональной переподготовки «Менеджмент в образовании: Стратегическое управление развитием образовательных организаций» в Центре онлайн образования «Фоксворд» (2017),
- модуль «Экспертно-проектное управление развитием образовательных систем» в магистратуре «Менеджмент в образовании» Высшей школы экономики и в Президентской программе подготовки управленческих кадров в сфере образования Академии народного хозяйства и государственной службы при Президенте РФ (2012—2013),
- программы дополнительного профессионального образования «Методика проектирования и проведения социально-психологических тренингов» в Институте современных психологических технологий (2012) и «Психолого-педагогические основы формирования экологической культуры» в Международном эколого-политологическом университете (2010).
- Программа учебного модуля для учащихся 7-9 классов «Мир заповедной природы» (Эколого-просветительский центр «Заповедники», 2001, в соавторстве).
- «Экспертиза и проектирование личностно развивающих образовательных сред» — учебная дисциплина в магистратуре по направлению «Культурно-историческая психология» (Институт психологии им. Л. С. Выготского Российского государственного гуманитарного университета, 2008).
- «Психолого-педагогические основы формирования экологической культуры» — дополнительная профессиональная программа повышения квалификации педагогов, экологов, сотрудников особо охраняемых природных территорий (Международный эколого-политологический университет, 2010).
- «Психолого-педагогические основы реализации требований ФГОС по достижению личностных образовательных результатов обучающихся» (72 часа) — программа дополнительного профессионального образования (Центр онлайн образования «Фоксворд», 2018).

Автор 5-ти инновационных разработок, получивших свидетельства Роспатента: «Программно-диагностического комплекса для обеспечения процесса экспертно-проектного управления инновационным развитием образовательных учреждений» (2013), «Программа для диагностики и мониторинга развития организационной культуры педагогических коллективов в образовательных учреждениях и организациях» (2015), «Модель организации консалтинговой деятельности экспертных сообществ в сфере управления развитием образовательных организаций» (2015), «Инструментарий и технология экспертной оценки и построения комплексного рейтинга общеобразовательных организаций» (2015), «Технология подготовки руководителей к экспертно-проектному управлению развитием образовательных организаций» (2016).
Лауреат научных грантов: Российского фонда фундаментальных исследований, Российского гуманитарного научного фонда, Министерства образования и науки РФ, Правительства Москвы в области наук и технологий в сфере образования и в области гуманитарных наук, MacArthur Foundation и др.

## Творческая деятельность
Автор поэтических сборников «Хрустальный Ёжик, или монологи с Любимой» (2021) и «Уходящая натура» (2023). Член Российского союза писателей. Публикации в поэтических альманахах «Лирика 2020», «Антология русской поэзии 2020, 2021, 2022», «Русь моя 2020», «Георгиевская лента 2021», «Наследие 2021», а также в журнале «Заповедные острова» и сборнике Ярославского государственного педагогического университета «Возьмёмся за руки друзья».
Автор статей о психологии поэтического творчества в международном журнале «Экопоэзис» и журнале «Наука. Управление. Образование. РФ».
Автор мультипликационных фильмов «Выбор» (1982, победитель и лауреат различных конкурсов и фестивалей, в том числе ЮНЕСКО) и «Ход слоном» (1984).
Увлекается биодизайном и моделированием тропических биосистем (аквариум, террариум, экзотические птицы, тропические растения), а также коллекционированием моделей автомобилей советского автопрома «Наша эра 1961—1991».

## Основные концепции
Один из первых исследователей и теоретиков экологической психологии в России.
Область научных интересов:
- экологическая психология образования (психология образовательной среды);
- экспертиза и проектирование образовательных систем;
- психология отношения к природе.

- методология и технология гуманитарной экспертизы и педагогического проектирования личностно-развивающих образовательных сред и управления их развитием; доказательная педагогика и доказательное управление образовательными организациями; методология и технология конструирования методик психодиагностики субъективных отношений личности и их педагогического формирования; психологические и культурологические основы экологического воспитания; эволюция и футурология образовательных парадигм

Разработчик модели развивающей образовательной среды. Автор образовательных программ (для школьников, студентов, специалистов, руководителей), экспертно-диагностических и проектных методик и методических комплексов

## Награды
- Лауреат Премии Правительства РФ в области образования (1998).
- Кавалер Ордена «Звезда Корчака» (2013).
- Лауреат «Грантов Москвы» в области наук и технологий в сфере образования (2015) и в области гуманитарных наук (2016).
- Лауреат конкурса Российского общества Знание «Лучший лектор страны» (2018).
- Победитель первого всероссийского конкурса «Золотые имена высшей школы» (2019).
- Почётный член Лиги преподавателей высшей школы (2019).
- Грамота Департамента образования города Москвы (2020).
- Победитель XI Международного конкурса методической, учебной и научной литературы «Золотой корифей» в номинации «Психологические науки» по направлениям «Научная литература» и «Методическая литература» (2022).

## Избранные интервью и выступления
- https://ya.ru/video/preview/7317464425948392327
- https://ya.ru/video/preview/10286869530391594223
- https://ya.ru/video/preview/10035768106381829809
- https://ya.ru/video/preview/2131577403244683663
- https://vk.com/video-25176_456239519
- https://www.youtube.com/watch?v=niRx1CfhELQ
- https://ya.ru/video/preview/16795836645049301925
- https://ya.ru/video/preview/7161936440251651329
- https://www.youtube.com/watch?v=czKCkw6Hmt4